# أحلى دنيا (ألبوم)
أحلى دنيا: هو الألبوم الرابع للمطربة العربية إليسا، تم طرحه رسميًا في الأسواق يوم 19 أبريل 2004. وهو أول ألبوم لها مع شركة روتانا للصوتيات والمرئيات لقي الألبوم نجاحا عربيًا واسعا، وحقق مبيعات تجاوزت 3.4 مليون نسخة لعام 2004، وظل في المرتبة الأولى لأشهر في الوطن العربي. حازت عنه إليسا جائزة الموسيقى العالمية في فئة الفنان الأكثر مبيعًا في الشرق الأوسط وشمال أفريقا في لوس أنجلوس، ونتيجة لذلك، تم اعتبار اليسا أول فنانة لبنانية تحصل على هذه الجائزة.
تلقت إليسا عن الألبوم جائزة أفضل مطربة في حفل الموريكس دور وجائزة أفضل فيديو كليب عن أغنيتها «حبك وجع». في أكتوبر 2005، وقّعت إليسا عقد لتُصبح سفيرة ساعات كوروم، وظلت سفيرة لها حتى 2014. وفي نوفمبر من نفس السنة، أصبحت إليسا الوجه الرسمي لشركة لوكس، وظلت الوجه الإعلاني حتى 2008.

## قائمة الأغاني
ضم الألبوم 13 أغنية، وتم تسجيل الأغاني بتقنية «السوبر اوديو» وهي أحدث الابتكارات في تكنولوجيا الصوت آنذاك، وكانت اليسا أول فنانة في الشرق الأوسط تتّبع هذه التقنية. وقد نقلت أغنية أحلى دنيا التي تحمل اسم الألبوم إلى أغاني بلغات أخرى، ومنها إلى اللغة البلغارية، ونسخة بالبرتغالية، ونسخة بالبوسنوية.
| العنوان                | كلمات         | ألحان          | توزيع          | المدة |
| ---------------------- | ------------- | -------------- | -------------- | ----- |
| إرجع للشوق             | صفوح شغالة    | نهاد نجار      | جان ماري رياشي | 5:15  |
| أحلى دنيا              | محمد الرفاعي  | محمد الرفاعي   | جان ماري رياشي | 4:17  |
| كل يوم في عمري         | محمد الرفاعي  | وليد شراقي     | جان ماري رياشي | 5:22  |
| خليني أعيش             | سامح العجمي   | شريف تاج       | جان ماري رياشي | 4:47  |
| بين العين              | نبيل أبو عبدو | Metin Özülkü   | جان ماري رياشي | 4:15  |
| حبك وجع (أنت لمين)     | نزار فرنسيس   | سمير صفير      | جان ماري رياشي | 4:47  |
| قد ما بشتقلك           | محمد الرفاعي  | حسام حبيب      | جان ماري رياشي | 3:48  |
| كان نفسي أعرف          | محمد الرفاعي  | محمد الرفاعي   | جان ماري رياشي | 5:02  |
| ذكرى                   | جيسكار لحود   | ايلي نخلة حبيب | جان ماري رياشي | 5:03  |
| إرحم قلبي              | محمد الرفاعي  | رشيدة حارس     | جان ماري رياشي | 4:06  |
| جوايا ليك (إرتحت إليك) | محمد الرفاعي  | محمد الرفاعي   | جان ماري رياشي | 4:34  |
| قربلي                  | نبيل أبو عبدو | جان ماري رياشي | جان ماري رياشي | 3:48  |
| لو نرجع سوا            | منير أبو عساف | نهاد نجار      | جان ماري رياشي | 4:37  |